# سباستین کالامند
سباستین کالامند (انگلیسی: Sébastien Callamand؛ زادهٔ ۲۶ ژوئن ۱۹۸۵) بازیکن فوتبال اهل فرانسه است.